# 정부 (1982년 영화)
"정부"는 1982년에 개봉한 대한민국의 영화이다.

## 캐스팅
- 정윤희
- 하명중
- 김해숙
- 정혜선
- 선우용녀
- 서정일
- 진봉진